# Марк Мінуцій Руф
Марк Міну́цій Руф (лат. Marcus Minucius Rufus; ? —2 серпня 216 до н. е.) — політичний, державний та військовий діяч Римської республіки, консул 221 року до н. е.

## Життєпис
Походив з впливового плебейського роду Мінуціїв. Син Гая Мінуція Руфа. Про молоді роки немає інформації. 
У 221 році до н. е. його було обрано консулом разом з Публієм Корнелієм Сципіоном Азіною. Разом із колегою успішно воював проти племені істрів. Втім згідно з Титом Лівієм сенат домігся обрання замість Мінуція консулом-суфектом Марка Емілія Лепіда. Незрозуміло з яких причин та обставин це відбулося.
З початком Другої Пунічної війни у 218 році до н. е. Марк Мінуцій виступав за активні дії проти Ганнібала. Після поразки римлян у 217 році до н. е. при Тразименському озері було призначено диктатором Квінта Фабія Максима. При цьому на народних зборах обрано начальником кінноти (заступником диктатора) Марка Мінуція. Це відбулося в порушення традицій, коли диктатор сам призначав себе заступника.
Надалі деякий час Мінуцій підкорявся Фабію. Того ж року сприяв оточенню Ганнібала у Фалернській долині. Проте з часом вичікувальна тактика Фабія Максима все більше викликала невдоволення Мінуція. У цьому він спирався на частину легатів й центуріонів, а також рядових легіонерів. Під час відсутності Фабія (того сенат викликав до Риму) Мінуцій атакував Ганнібала біля Гереонія. Мінуцій не зумів перемогти, але карфагенська армія відступила. Мінуцій доповів сенатові про це, як про великий успіх. Тоді за пропозицією народного трибуна Марка Цецилія Метелла і при підтримці лідера плебеїв Гая Теренція Варрона було прийнято рішення щодо зрівняння у правах Фабія та Мінуція (єдиний випадок в історії Давнього Риму, коли фактично стало два диктатори).
У нових умовах Мінуцій запропонував Фабію керувати армією почергово, проте той відмовився. Тоді армію було розділено. При цьому Мінуцію дістався I та IV легіони. Незабаром Мінуцій атакував Ганнібала, але потрапив у пастку, й лише втручанням Фабія війська Мінуція врятувалися. Після цього Мінуцій добровільно відмовився від розширених прав.
Надалі Мінуцій перебував у війську, командуючи окремим підрозділами. У 216 році до н. е. у битві при Каннах знаходився у центрі армії. Загинув під час розгрому римлян карфагенянами у цій битві.